# Хильки (Черкасская область)
Хильки (укр. Хильки) — село в Корсунь-Шевченковском районе Черкасской области Украины.
Население по переписи 2001 года составляло 219 человек. Почтовый индекс — 19455. Телефонный код — 4735.

## История
В XIX веке село Хильки было в составе Шендеровской волости Каневского уезда Киевской губернии. В селе была Успенская церковь.

## Местный совет
19455, Черкасская обл., Корсунь-Шевченковский р-н, с. Комаровка